# Klenovnik (Požarevac)
Pour les articles homonymes, voir Klenovnik.
Klenovnik (en serbe cyrillique : Кленовник) est une localité de Serbie située dans la municipalité urbaine de Kostolac et sur le territoire de la ville de Požarevac, district de Braničevo. Au recensement de 2011, elle comptait 1 027 habitants.

## Démographie

### Évolution historique de la population
| 1948 | 1953 | 1961 | 1971 | 1981 | 1991  | 2002 | 2011  |
| ---- | ---- | ---- | ---- | ---- | ----- | ---- | ----- |
| 535  | 564  | 714  | 930  | 535  | 1 024 | 904  | 1 027 |

|  |